# Єгултис
Єгулти́с (рос. Егултыс) — селище у складі Прокоп'євського округу Кемеровської області, Росія.

## Населення
Населення — 72 особи (2010; 86 у 2002).
Національний склад (станом на 2002 рік):
- росіяни — 96 %